# Правила переносу слів на письмі

## В українській мові
Чинним правописом від 2007 року встановлено орфографічні (перенос одного слова) та технічні (для частин речення) правила переносу. Їх описано відповідно у § 41 та § 42 чинного правопису.

### Орфографічний перенос
Частини слів з одного рядка в другий слід переносити за складами: гай-ка, зо-шит, книж-ка, ко-ло-дязь, паль-ці, са-дів-ник, Хар-ків.
При цьому:
1. Не можна розривати сполучення літер дж, дз, які позначають один звук. Отже, переносити можна лише так: ґу-дзик, хо-джу. Якщо дж, дз не становлять одного звука (це буває, коли д належить до префікса, а ж або з — до кореня), то їх слід розривати: над-звичай-ний (а не на-дзвичайний), під-жив-ляти (а не пі-дживляти).
2. Апостроф і м'який знак при переносі не відокремлюються від попередньої літери:
бур’-ян (а не бур-’ян), кіль-це (а не кіл-ьце), Лук’-ян (а не Лук-’ян), низь-ко (а не низ-ько).
3. Одна літера не залишається в попередньому рядку й не переноситься в наступний:
        ака-де-мія (а не а-кадемія), Ма-рія (а не Марі-я), олі-вець (а не о-лівець). 
 Відповідно не можна поділяти на частини для переносу такі двоскладові слова, як: 
        або, моя, око, шия тощо.
4. При переносі складних слів не можна залишати в кінці рядка початкову частину другої основи, якщо вона не становить складу:
багато-ступінчастий (а не багатос-тупінчастий), восьми-гранний (а не восьмиг-ранний), далеко-східний (а не далекос-хідний).
5. Не можна розривати ініціальні абревіатури, а також комбіновані абревіатури, які складаються з ініціальних скорочень цифр:
АЕС, ЛАЗ-105, МАГАТЕ, МАУ, НТШ, УАПЦ, КП(б)У, УПЦ (МП) та УПЦ КП.
6. У решті випадків, які не підходять під викладені вище правила, можна довільно переносити слова за складами: 
       Дні-про й Дніп-ро, Оле-ксандра й Олек-сандра, се-стра й сест-ра. 
Це правило поширюється й на суфікси: 
        бли-зький і близь-кий, видавни-цтво, видавниц-тво й видавницт-во, гре-цький і грець-кий, убо-зтво, убоз-тво й убозт-во, суспіль-ство суспільс-тво й суспільст-во.

### Технічний перенос
1. Не можна переносити прізвища, залишаючи в кінці попереднього рядка ініціали або інші умовні скорочення, що до них належать:
М. Т. Рильський (а не М. Т. // Рильський), гр. Іваненко (а не гр. // Іваненко), акад. (доц., проф.) Гончаренко (а не акад. (доц., проф.) // Гончаренко), тов. Гнатюк (а не тов. // Гнатюк).
Примітка. Якщо імена, звання тощо подаються повністю, то прізвища (а також по батькові) можна переносити: Максим Тадейович Рильський й Максим // Тадейович Рильський, академік // Агатангел Кримський і т. ін.
2. Не можна відривати скорочені назви мір від цифр, до яких вони належать:
1917 р. (а не 1917 // р.), 150 га (а не 150 // га), 20 см3 або 20 куб. см (а не 20 // см3 або 20 // куб. см), 5 г (а не 5 // г).
Примітка. Якщо назви мір подаються повністю, то їх можна переносити: 1917 // рік, 150 // гектарів і т. ін.
3. Граматичні закінчення, з'єднані з цифрами через дефіс, не можна відривати й переносити:
2-й (а не 2- // й), 4-го (а не 4- // го), 10-му (а не 10- // му) й т. ін.
4. Не можна розривати умовні (графічні) скорочення типу вид-во, і т. д., і т. ін., та ін., т-во тощо.
5. Не можна переносити в наступний рядок розділові знаки (крім тире), дужку або лапки, що закривають попередній рядок, а також залишати в попередньому рядку відкриту дужку або відкриті лапки.

### Комп'ютерна реалізація
Проблема автоматичного визначення місць можливих переносів виникла в 1950-ті роки, коли обчислювальна техніка стала використовуватися у видавничій справі. Спочатку застосовувалися системи, засновані або на словниках, в яких для кожного слова було вказано місця переносів, або на алгоритмах у вигляді набору правил для комбінацій літер, які можна або не можна розривати переносом. Перший підхід, особливо на старій техніці, був незручний через необхідність використовувати величезні бази даних і непридатність до застосування для переносу невідомих раніше слів. Другий підхід з емпіричними правилами довго не забезпечував прийнятної якості. Проблему розв'язав Франклін Марк Лян (англ. Franklin Mark Liang), студент Дональда Кнута, який у 1983 році запропонував алгоритм, що створює компактний набір правил за допомогою словника з розставленими переносами. Цей набір правил дозволяє точно відновити місця переносів в усіх словах зі словника. Відтак було виявлено експериментально, що для нових слів, яких не було в навчальному словнику, цей набір правил, у переважній кількості випадків, також знаходить вдалі місця переносу. Систему Ляна спочатку було використано в системі TeX, а пізніше пристосовано також і до інших видавничих систем. Вона також була реалізована на Javascript в проекті Hyphenator, який дозволяє розставляти переноси у звичайному тексті в кодуванні Unicode.